# Sylvietta philippae
Sylvietta philippae là một loài chim trong họ Macrosphenidae.